# Бенкосме де Леон, Хосе
Хосе́ Рейна́льдо Бенко́сме де Лео́н (итал. José Reynaldo Bencosme de Leon; род. 16 мая 1992, Консепсион-де-ла-Вега, Доминиканская Республика) — итальянский легкоатлет доминиканского происхождения, специалист по барьерному бегу и спринту. Выступает на профессиональном уровне с 2009 года, обладатель бронзовых медалей чемпионатов мира среди юношей и среди юниоров, многократный победитель и призёр первенств национального значения, участник летних Олимпийских игр в Лондоне.

## Биография
Хосе Бенкосме де Леон родился 16 мая 1992 года в городе Консепсион-де-ла-Вега, Доминиканская Республика. В 1993 году вместе с матерью переехал на постоянное жительство в Италию.
Впервые заявил о себе на международном уровне в сезоне 2009 года, когда вошёл в состав итальянской сборной и выступил на домашнем юношеском мировом первенстве в Брессаноне, где в зачёте бега на 400 метров с барьерами завоевал бронзовую награду. Также в этом сезоне выиграл серебряную медаль на Европейском юношеском Олимпийском фестивале в Тампере, одержал победу на Гимназиаде в Дохе.
В 2010 году бежал 400 метров с барьерами и эстафету 4 × 400 метров на юниорском мировом первенстве в Монктоне.
В 2011 году в 400-метровом барьерном беге победил на чемпионате Италии в Турине, взял бронзу на юниорском европейском первенстве в Таллине.
В 2012 году защитил звание чемпиона Италии, выступил на чемпионате Европы в Хельсинки. Выполнив олимпийский квалификационный норматив (49,50), удостоился права защищать честь страны на летних Олимпийских играх в Лондоне, где в барьерном беге на 400 метров дошёл до стадии полуфиналов.
В 2016 году в беге на 400 метров с барьером превзошёл всех соперников на чемпионате Италии в Риети, стартовал на чемпионате Европы в Амстердаме.
В 2017 году был четвёртым на командном чемпионате Европы в Лилле и на Всемирной Универсиаде в Тайбэе, дошёл до полуфинала на чемпионате мира в Лондоне.
В 2018 году в четвёртый раз стал чемпионом Италии в 400-метровом барьерном беге, финишировал пятым на Средиземноморских играх в Таррагоне, остановился в полуфинале на чемпионате Европы в Берлине.
В 2022 году с личным рекордом 48,91 финишировал четвёртым на Средиземноморских играх в Оране, дошёл до полуфинала на чемпионате Европы в Мюнхене.